# Llista de monuments de Pals
Llista de monuments de Pals inclosos en l'Inventari del Patrimoni Arquitectònic de Catalunya dins del terme municipal de Pals (Baix Empordà). Inclou els inscrits en el Registre de Béns Culturals d'Interès Nacional (BCIN) catalogats com a monuments històrics, els béns culturals d'interès local (BCIL) de caràcter immoble i la resta de béns arquitectònics integrants del patrimoni cultural català.
| Monument                                             | Protecció    | Estil/època                               | Localització                                 | Coordenades                                          | Codi?         | Imatge |
| ---------------------------------------------------- | ------------ | ----------------------------------------- | -------------------------------------------- | ---------------------------------------------------- | ------------- | --- |
| Pals, barri del Pedró                                | BCIN 171-CH  | Gòtic XII-XXI                             | Pals                                         | 41° 58′ 18″ N, 3° 08′ 37″ E / 41.97163°N,3.14352°E   | RI-53-0000165 | Barri del Pedró (Pals) · Vegeu més fotos d'aquest monument · Carregueu una nova foto d'aquest monument                         |
| Castell de Pals, Torre de les Hores                  | BCIN 1063-MH | Medieval                                  | Pals                                         | 41° 58′ 18″ N, 3° 08′ 40″ E / 41.971791°N,3.144455°E | RI-51-0006004 | Castell de Pals · Vegeu més fotos d'aquest monument · Carregueu una nova foto d'aquest monument                                |
| Muralles de Pals                                     | BCIN 1064-MH | XIV                                       | Pals                                         | 41° 58′ 25″ N, 3° 08′ 40″ E / 41.973547°N,3.144388°E | RI-51-0006005 | Muralles de Pals · Vegeu més fotos d'aquest monument · Carregueu una nova foto d'aquest monument                               |
| Torre d'en Deri, Mas de Torrepedrosa, Torre Padrissa | BCIN 1065-MH | Obra popular, gòtic XVI-XVII              | Pals Can Jofre                               | 41° 59′ 02″ N, 3° 09′ 19″ E / 41.983859°N,3.1554°E   | RI-51-0006006 | Torre d'en Deri (Pals) · Vegeu més fotos d'aquest monument · Carregueu una nova foto d'aquest monument                         |
| La Torre, Torre Bertrana                             | BCIN 1066-MH | XVI-XVII                                  | Pals                                         | 41° 59′ 41″ N, 3° 10′ 08″ E / 41.994833°N,3.168972°E | RI-51-0006007 | Carregueu una nova foto d'aquest monument                                                                                      |
| Mas Tomasí                                           | BCIN 1067-MH | XVI-XVII                                  | Pals Els Masos de Pals                       | 41° 58′ 50″ N, 3° 10′ 08″ E / 41.980575°N,3.168942°E | RI-51-0006008 | Mas Tomasí (Pals) · Vegeu més fotos d'aquest monument · Carregueu una nova foto d'aquest monument                              |
| Torre Mora, Torre de la Platja                       | BCIN 1068-MH | Obra popular XV-XVII                      | Pals                                         | 41° 59′ 02″ N, 3° 12′ 07″ E / 41.983945°N,3.201935°E | RI-51-0006009 | Torre Mora (Pals) · Vegeu més fotos d'aquest monument · Carregueu una nova foto d'aquest monument                              |
| Carrer Major                                         | BCIL 2007    |                                           | Pals C. Major                                | 41° 58′ 18″ N, 3° 08′ 39″ E / 41.971578°N,3.144030°E | IPA-7224      | Carrer Major (Pals) · Vegeu més fotos d'aquest monument · Carregueu una nova foto d'aquest monument                            |
| Església de Sant Pere de Pals                        | BCIL 2007    | Romànic, gòtic XII-XIII, XV               | Pals Pl. de l'Església, el Pedró             | 41° 58′ 18″ N, 3° 08′ 37″ E / 41.971717°N,3.143702°E | IPA-7225      | Església de Sant Pere de Pals (Pals) · Vegeu més fotos d'aquest monument · Carregueu una nova foto d'aquest monument           |
| Ca la Pruna                                          |              | Gòtic tardà, obra popular XV-XVI          | Pals C. Paul Companyó - c. de la Creu        | 41° 58′ 14″ N, 3° 08′ 40″ E / 41.970497°N,3.144462°E | IPA-7226      | Ca la Pruna (Pals) · Vegeu més fotos d'aquest monument · Carregueu una nova foto d'aquest monument                             |
| Casa Pi i Figueres                                   |              | Historicisme XX                           | Pals C. Major, 14-16                         | 41° 58′ 19″ N, 3° 08′ 39″ E / 41.971961°N,3.144266°E | IPA-7227      | Casa Pi i Figueres (Pals) · Vegeu més fotos d'aquest monument · Carregueu una nova foto d'aquest monument                      |
| Església de Sant Fructuós                            | BCIL 2007    | XVIII-XX                                  | Pals Ctra. de Pals al mar, Sant Fruitós      | 41° 58′ 41″ N, 3° 09′ 39″ E / 41.978160°N,3.160808°E | IPA-7228      | Església de Sant Fructuós (Pals) · Vegeu més fotos d'aquest monument · Carregueu una nova foto d'aquest monument               |
| Casa de la Vila                                      |              | Gòtic, obra popular XV                    | Pals Pl. Major                               | 41° 58′ 16″ N, 3° 08′ 42″ E / 41.971104°N,3.145103°E | IPA-7229      | Casa de la Vila (Pals) · Vegeu més fotos d'aquest monument · Carregueu una nova foto d'aquest monument                         |
| Antiga Casa de la Vila                               |              | Gòtic, renaixement XVI                    | Pals C. de l'Hospital, 22                    | 41° 58′ 16″ N, 3° 08′ 42″ E / 41.971235°N,3.144922°E | IPA-7230      | Antiga Casa de la Vila (Pals) · Vegeu més fotos d'aquest monument · Carregueu una nova foto d'aquest monument                  |
| Mas Tafurer, Molí de Pals, Castell de Sant Miquel    | BCIL 2007    | Obra popular XV-XVI                       | Pals                                         | 41° 59′ 53″ N, 3° 09′ 04″ E / 41.998144°N,3.151033°E | IPA-7231      | Mas Tafurer (Pals) · Vegeu més fotos d'aquest monument · Carregueu una nova foto d'aquest monument                             |
| Capella de Sant Antoni, Molí de Pals                 |              | Barroc XVIII                              | Pals                                         | 41° 59′ 50″ N, 3° 09′ 07″ E / 41.997161°N,3.151882°E | IPA-7232      | Carregueu una nova foto d'aquest monument                                                                                      |
| Mas Roig                                             | BCIL 2007    | Gòtic tardà, obra popular XVI-XVII        | Pals Ctra. Palfrugell a Torroella de Montgrí | 41° 58′ 52″ N, 3° 09′ 12″ E / 41.981109°N,3.153370°E | IPA-7233      | Mas Roig (Pals) · Vegeu més fotos d'aquest monument · Carregueu una nova foto d'aquest monument                                |
| Mas Cap d'Anyell                                     | BCIL 2007    | Gòtic, renaixement, obra popular XVI-XVII | Pals A 200 m a migdia torre d'en Deri        | 41° 58′ 58″ N, 3° 09′ 21″ E / 41.982866°N,3.155934°E | IPA-7234      | Carregueu una nova foto d'aquest monument                                                                                      |
| Grup d'apartaments al Golf de Pals                   |              | Darreres tendències XX                    | Pals C. del Golf, 78 - Platja de Pals        |                                                      | IPA-7235      | Carregueu una nova foto d'aquest monument                                                                                      |
| Finestra de la casa al carrer Major, 12              |              | Gòtic tardà XV-XVI                        | Pals C. Major, 12                            | 41° 58′ 18″ N, 3° 08′ 39″ E / 41.971709°N,3.144048°E | IPA-7237      | Finestra de la casa al carrer Major, 12 (Pals) · Vegeu més fotos d'aquest monument · Carregueu una nova foto d'aquest monument |
| Casa al carrer de la Creu, 2                         |              | Gòtic tardà XIV-XV                        | Pals C. Creu, 2                              | 41° 58′ 15″ N, 3° 08′ 41″ E / 41.970875°N,3.144613°E | IPA-7238      | Casa al carrer de la Creu, 2 (Pals) · Vegeu més fotos d'aquest monument · Carregueu una nova foto d'aquest monument            |
| Portal d'accés al carrer Major                       |              | XVIII                                     | Pals C. Major                                | 41° 58′ 16″ N, 3° 08′ 41″ E / 41.971154°N,3.144765°E | IPA-7240      | Portal d'accés al carrer Major (Pals) · Vegeu més fotos d'aquest monument · Carregueu una nova foto d'aquest monument          |
| Can Pou de ses Garites, Mas Huguet del Bosc          | BCIL 2007    | Renaixement, obra popular XVI-XVII        | Pals Barri del Puig Roig 31                  |                                                      | IPA-41862     | Carregueu una nova foto d'aquest monument                                                                                      |
| Can Jofre                                            | BCIL 2007    | XVI-XVIII                                 | Pals Barri del Molí, 12                      | 41° 59′ 19″ N, 3° 09′ 39″ E / 41.98862°N,3.16095°E   | IPA-43608     | Carregueu una nova foto d'aquest monument                                                                                      |
| La Casa Nova                                         | BCIL 2007    | XVI-XVIII                                 | Pals Barri Bernagar, 9                       | 41° 59′ 47″ N, 3° 10′ 39″ E / 41.99646°N,3.17757°E   | IPA-43609     | Carregueu una nova foto d'aquest monument                                                                                      |
| Instal·lacions de Ràdio Liberty                      | BCIL 2022    | Darreres tendències XX                    | Pals Platja de Pals                          | 41° 59′ 11″ N, 3° 12′ 04″ E / 41.9864°N,3.2012°E     | IPA-53332     | Instal·lacions de Ràdio Liberty (Pals) · Vegeu més fotos d'aquest monument · Carregueu una nova foto d'aquest monument         |